# Кім Гантер
Джанет Коул, відома як Кім Гантер (англ. Kim Hunter; 12 листопада 1922 Детройт, Мічиган — 11 вересня 2002 Нью-Йорк) — американська акторка, володарка премії «Оскар» та «Золотий глобус» за роль у драмі Еліа Казана Трамвай «Бажання». Власниця зірки на Голлівудській алеї слави.

## Життєпис
Джанет Коул народилася в Детройті, штат Мічиган, в сім'ї Дональда Коула і Грейс Лінд. Середню освіту здобула у Флориді в містечку Маямі-Біч. Після навчання в престижній Акторській студії Кім Гантер вийшла на сцену в 17 років у невеликій театральній компанії в Маямі.
Через 4 роки дебютувала на великому екрані у продюсера Вела Льютона (який допоміг знайти сценічне ім'я) та режисера Марка Робсона в фільмі жахів «Сьома жертва» (1943).
У 1947 році Гантер виконала роль Стели Ковальські у бродвейській п'єсі «Трамвай Бажання», а в 1951 році за ту ж роль в однойменному фільмі одержала премії «Оскар» і «Золотий глобус», обидві — як «Найкраща акторка другого плану». Після успіху в її кар'єрі відбувся спад, особливо після внесення Гантер до «Чорного списку» Голлівуду через підозру щодо її прокомуністичних симпатій.
Іншими примітними роботами Кім Гантер стали Джун у «Сходах в небо» (1946) та вчена шимпанзе Зіра в перших трьох частинах «Планети мавп». Також відома ролями на телебаченні в серіалах і «мильних операх», де в 1980 році за одну зі своїх ролей здобула премію «Еммі».
Кім Гантер шість років входила до ради Асоціації за рівність акторів й активно працювала в Гільдії кіноакторів.
Була двічі одружена: її шлюб з Вільямом Болдвіном тривав від 1944 до 1946 року, з Робертом Емметтом — від 1951 до 2000.
Кім Гантер померла від інфаркту міокарда в Нью-Йорку у віці 79 років.

## Фільмографія
- Хованки (2000) — Мюріель
- Без розуму від тебе (1992—1999), серіал
- Два злісних погляди (1990) — Місіс Пім
- Опівночі у саду добра і зла (1997) — Бетті Гарті
- Родич (1987) — Аманда Голлінз
- Втеча з планети мавп (1971) — Зіра
- Під планетою мавп (1970) — Зіра
- Поганий Рональд (1974) — Елейн Вілбі (ТБ)
- Сходи в небо (1946) — Джун
- У пошуках Америки (1971) — Кора Чендлер (ТБ)
- Реквієм для важковаговика (1957) — Грейс Керні (ТБ)
- Коломбо: Відповідний для рамки (1971) — Една Меттьюс
- Дорожче рубінів (1998) — Реббітзен
- Плавець (1968) — Бетті Ґреєм
- Думаю про Дженніфер (1971) — мама Волкера
- Сьома жертва (1943) — Мері Гібсон
- Трамвай «Бажання» (1951) — Стелла Ковальскі
- Молодий незнайомець (1957) — Гелен Дітмар
- Планета мавп (1968) — Зіра
- Ліліт (1964) — Доктор Бі Брайс
- Кентерберійська історія (1944) — Дівчина Джонсона

## Нагороди
- «Золотий глобус» 1951 — «Найкраща акторка другого плану» (Трамвай «Бажання»)
- «Оскар» 1951 — «Найкраща акторка другого плану» (Трамвай «Бажання»)